# Gare de Musashi-Koyama
La gare de Musashi-Koyama (武蔵小山駅, Musashi-Koyama eki) est une gare ferroviaire de la compagnie Tōkyū qui se situe dans l'arrondissement de Shinagawa à Tokyo au Japon. 

## Situation ferroviaire
La gare de Musashi-Koyama est située au point kilométrique (PK) 1,9 de la ligne Tōkyū Meguro.

## Histoire
La gare ouvre le 11 mars 1923. Elle devient une gare souterraine le 2 juillet 2006.

## Service des voyageurs

### Accueil
La gare dispose d'un bâtiment voyageurs, avec guichets, ouvert tous les jours.

### Desserte
Cette gare comporte 4 voies.
- Ligne Meguro :
  - voie 1 : direction Hiyoshi (trains locaux)
  - voie 2 : direction Hiyoshi (trains express)
  - voie 3 : direction Meguro (interconnexion avec la ligne Namboku pour Akabane-Iwabuchi ou avec la ligne Mita pour Nishi-Takashimadaira) (trains express)
  - voie 4 : direction Meguro (interconnexion avec la ligne Namboku pour Akabane-Iwabuchi ou avec la ligne Mita pour Nishi-Takashimadaira) (trains locaux)